# قياسات دائرة
قياسات دائرة (بالإغريقية: Κύκλου μέτρησις، كوكلو متريسز) هي مجموعة دراسات تتكون من 3 أطروحات لأرخميدس، وهي جزء من أعمال أرخميدس.

## الأطروحات

الدائرة والمُثلّث القائم متساويان في المساحة.

### الأطروحة الأولى
تنص الأطروحة الأولى على أن:
مساحة أي دائرة مُساوية لمساحة مثلث قائم الزّاوية حيث أحد ضلعي القائمة منه مساوٍ لنصف القطر والآخر مُساوٍ لمحيط الدائرة.
أي أن أي دائرة بمحيط {\displaystyle C} ونصف قطر {\displaystyle r} تُتساوى مساحتها مع مثلث قائم مع ضلعي القائمة {\displaystyle C} وَ{\displaystyle r}. هذه الأطروحة أُثبتت بطريقة الاستنفاد.

### الأطروحة الثانية
تنص الأطروحة الثانية على أن:
نسبة مساحة الدائرة إلى مربع القطر هي {\displaystyle {\frac {11}{14}}}.
لم يضع أرخميدس هذه الأطروحة، ولكنّها كانت ناتجاً عن الأطروحة الثالثة.

### الأطروحة الثالثة
تنص الأطروحة الثالثة على أن:
نسبة محيط أي دائرة إلى قطرها هي دائماً أكبر من {\displaystyle 3{\tfrac {10}{71}}} ولكنّها أصغر من {\displaystyle 3{\tfrac {1}{7}}}.
وهذه الأطروحة تحصر وتُقدّر قيمة الثّابت الرياضي ط ({\displaystyle \pi }). وقد توصّل أرخميدس إلى هذه المتباينة لقيمة ط عن طريق حصر وإحاطة الدائرة بمضلّعين ذوي 96 ضلعاً مُتشابهين.

#### تقدير قيم الجذور
تحتوي هذه الأطروحة أيضاً على تقديرات دقيقة للجذر التربيعي لـ3 وكذلك جذور صمّاء الكبيرة؛ ولكن أرخميدس لم يُعطِ تبريراتِ عن الطريقة التي استعملها لإيجاد هذه التقديرات. يحصر أرخميدس في هذه الأطروحة قيمة الجذور كمتباينات، في حالة الجذر التربيعي لـ3 تنص المتباينة على أن {\displaystyle {\tfrac {1351}{780}}>{\sqrt {3}}>{\tfrac {265}{153}}}. ومع ذلك فإن هذه المتباينات شبيهة بالدراسة المتعلّقة بمعادلة بيل والمتقاربات المرتبطة بالكسور المستمرة، مما يُوحي بشكوك حول مدى العلوم التي كانت في زمن أرخميدس آنذاك.